# Осада Триполицы
Осада Триполицы или Падение Триполицы (греч. Άλωση της Τριπολιτσάς); в турецких источниках Резня в Триполице (тур. Tripoliçe Katliamı) — осада и захват города Триполица греческими повстанцами во время борьбы за независимость от Османской империи. 
Захват Триполицы стал первой большой победой в начале Греческой войны за независимость. Захватив Триполицу, повстанцы учинили массовую резню турок и евреев, в ходе которой погибло по разным оценкам от 8000 до 32 000 человек.

## Предыстория
Расположенная в центре Пелопоннеса, Триполица была основана турками-османами на месте разрушенного поселения в 1770 году. Турки возвели в центре города замок. С 1786 года Триполица стала столицей Морейского эялета. Основное население города составляли турки, отуреченные греки-мусульмане и евреи-сефарды, выселенные из Испании и приглашённые султаном в города Османской империи.
С началом войны за независимость население города пополнилось за счёт османских беженцев, турок и албанцев, из Вардунии (Βαρδούνια) и других южных районов полуострова. Греки Триполицы были вырезаны османскими войсками несколькими месяцами ранее, после начала восстания Ипсиланти в Молдавии в феврале 1821 года, хотя других христиан турки не тронули. Здесь же содержались заложники из представителей греческой верхушки Пелопонеса. Большинство из заложников прибыли в Триполицу добровольно, в знак своей лояльности оттоманам. Османский (турецкий и албанский) гарнизон был усилен войсками, присланными Хурсид-пашой с севера, во главе с Кехаябей Мустафой. Триполица стала важной мишенью для греческих революционеров.

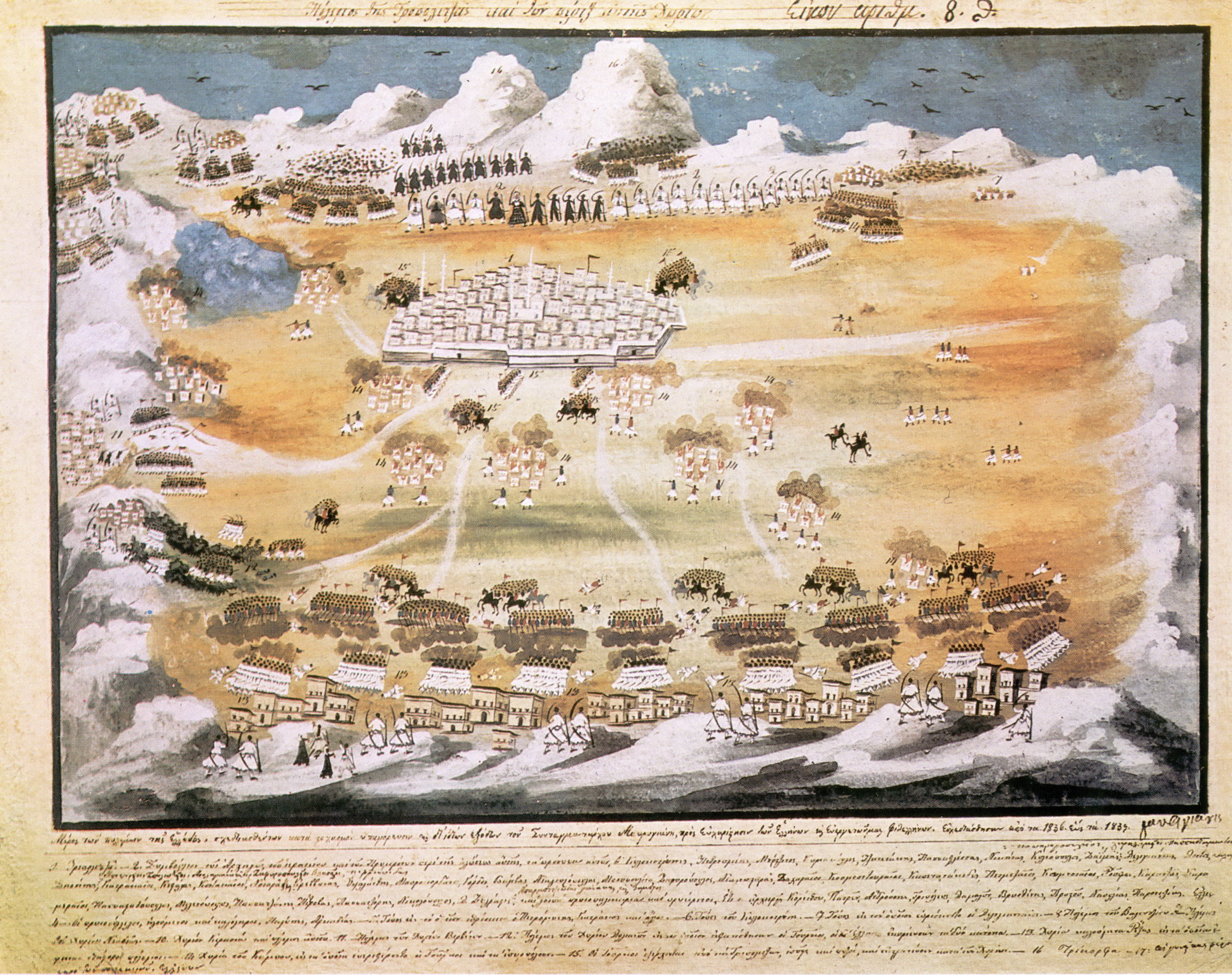
Осада Триполицы

## Ход осады
23 марта греческие повстанцы Мавромихалиса (Петробей) и Теодорос Колокотрониса, в основном маниоты, вошли без боя в столицу Мессении город Каламата. Был образован Сенат Мессении во главе с Мавромихалисом. От имени Сената Мавромихалис обратился к христианским правительствам с заявлением, что греки отныне снова свободны и предпочтут смерть, если им будут навязывать турецкое ярмо.
Колокотронис считал, что нужно прежде всего брать Триполицу и Аркадию, расположенные в центре полуострова. Для Мавромихалиса приоритетом были «свои» области: Лакония и Мессения. Реальная сила была в руках Мавромихалиса. Заявив, что он в любом случае пойдёт организовывать кольцо вокруг Триполицы, в ночь с 23 на 24 марта Колокотронис со своими 30 бойцами и приданным ему в последний момент отрядом маниотов в 270 бойцов направился в Аркадию.

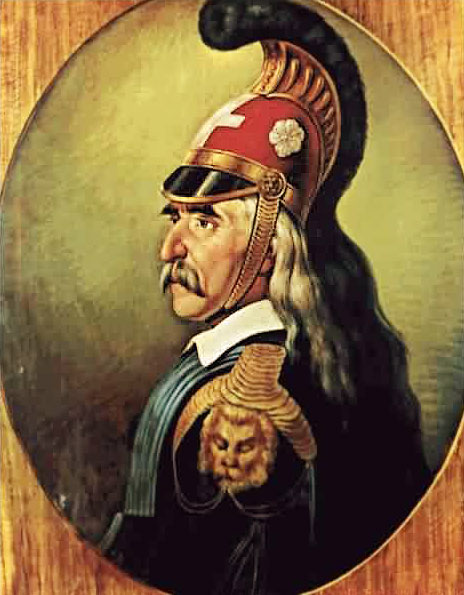
Теодорос Колокотронис

По пути к Триполице к Колокотронису присоединяются аркадийцы. 27 марта Колокотронис, заняв теснину Ай Танасис, даёт бой колонне, направлявшейся в Триполицу, в составе которой были 1500 вооруженных местных мусульман и заставляет её укрыться в крепости Каритена. 31 марта турки выступили из Триполицы и сожгли село Салеси.. С большими усилиями Колокотронису удаётся организовать 6 лагерей вокруг Триполицы с целью её осады. 10 апреля турки атаковали лагерь греков в Влахокерасии, но греки удержалт позиции.
В ночь с 13 на 14 апреля 2 тыс. турецких пехотинцев и кавалерия атаковали лагерь в Левиди, но после кровопролитного боя отступили, оставив на поле боя погибшими 300 своих солдат.
24 апреля 7 тыс. турок атаковали лагерь в Валтеци. Началась паника. Турки вошли в село и сожгли его. Подоспевшие из других лагерей Плапутас и Никитарас вынудили турок отступить.
6 мая осаждённые получили помощь 3,5 тыс. албанцев Мустафы, пришедших в Триполицу. Первая часть турецкого плана по оказанию помощи Триполице увенчалась успехом, но основная переброска подкреплений морем из Малой Азии не состоялась. Все прибрежные крепости были осаждены, и, самое главное, у повстанцев появился флот. Его корабли блокировали крепости Нафплион, Монемвасия и Ньокастро. Переброска османских войск морем не состоялась. Осада Триполицы и прибрежных крепостей продолжалась.
12 мая, получив подкрепление Мустафы-бея, 12 тысяч турок с артиллерией выступили против лагеря в Валтеци и окружили его со всех сторон. В результате завязавшегося сражения османские войска были отбиты и вынуждены отступить в Триполицу, потеряв 500 человек убитыми и 700 ранеными.
Потерпев поражение при Валтеци, турки по-прежнему осознавали, что им следует прорвать кольцо блокады, иначе Триполица обречена. Они приняли решение атаковать самый слабый и самый отдалённый греческий лагерь — Вервена. Перед рассветом 18 мая 6 тысяч турок выступили на Вервену. Турки атаковали и водрузили знамёна в центре деревни, но греки провели успешную контратаку и заставили противника отступить. С этого момента осаждённые в Триполице османы отказались от вылазок по уничтожению лагерей осаждавших и перешли к обороне.
21 мая Колокотронис и Трупакис, с его 250 маниотами, организовывают лагерь в Заракова, в часе хода от Триполицы. Их примеру следуют и другие военачальники. 10 тысяч повстанцев блокировали 12 тысяч вооружённых турок и примерно столько же гражданского населения в Триполице.
После сдачи османами приморских крепостей Монемвасии (27 июля), Ньокастро (7 августа) и Пальокастро (10 августа) осажденная Триполица осталась последним значительным городом, ещё находившимся во власти империи.
В ночь с 9 на 10 августа 3 тысячи турок безуспешно попытались атаковать села Лука и Нестана, с целью раздобыть провиант, но были отбиты и вернулись в Триполицу, потеряв 400 человек убитыми и ранеными.
Положение осаждённых ухудшалось изо дня в день. К голоду прибавился тиф. У местных ещё оставалась кое-какая пища — беженцы голодали. Осаждённые разделились на три группы: местные мусульмане хотели спасти не только свои жизни, но и имущество и были готовы к переговорам и сдаче; оманские солдаты и чиновники хотели прорываться к Навплиону; албанцы были готовы вернуться на родину под гарантию греков. Боясь гнева султана, сторонники переговоров организовали 6 сентября демонстрацию населения. Под «давлением» демонстрантов осаждённые начали переговоры. Одновременно турки вывели из тюрьмы оставшихся в живых греческих заложников, многие из которых были уже при смерти.

## Переговоры
13 сентября палатка переговоров была установлена перед стенами. Но перед этим, как только ворота были открыты, из них выбежало около тысячи женщин и детей из пришлых (нетриполийских) мусульман. Греки открыли пальбу, гоня их к стенам, турки открыли пальбу, отгоняя их от стен.
Этот трагический эпизод продолжался, пока греческие военачальники не сжалились над ними и не пропустили их через свои позиции. Переговоры начались в 10 утра и продолжились на следующий день. Согласно протоколам переговоров турки ставили условие ухода при оружии и со всем имуществом, а также оплаты греками фрахта кораблей для перевозки турок в Малую Азию. Колокотронис заявил, что они не выйдут из города, не сдав оружия. Турки обещали дать ответ в ближайшее время.
Между тем через английского консула на острове Закинф турки получили информацию о турецкой высадке в Патрах и стали тянуть с ответом. Но албанцы не желали более ждать. 18 сентября командир албанцев Элмаз-бей обменялся с Колокотронисом словом «беса», которое и для грека и для албанца имело больший вес против любого сургуча. Греки обязались отпустить албанцев на родину, а албанцы обязались не воевать более против греков. Для большей успокоения албанцев Колокотронис дал им в заложники своего родственника.
Узнав о сепаратном мире албанцев, население Триполицы стало требовать того же. 20 сентября 4 тысячи женщин и детей выбежали из стен, но на этот раз греки выстрелами загнали их назад, чтобы отнять у осаждённых надежду продержаться дольше.

## Взятие города

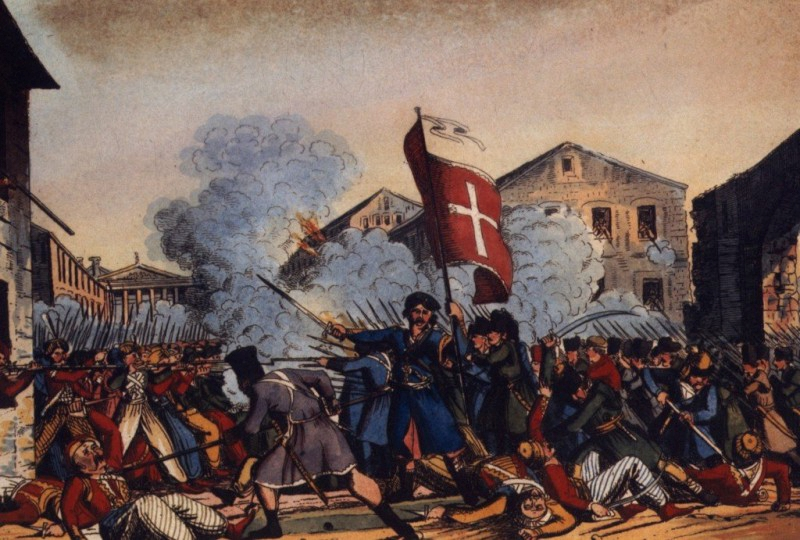
Взятие Триполицы

В ожидании падения города, к 22 сентября вокруг него собралось около 20 000 греков. 23 сентября турки назначили большой сбор в центре города. В то время как шли переговоры и более или менее действовало перемирие, небольшая группа греков подошла к юго-восточным воротам города, чтобы, как это стало обычаем, продать фрукты. Они обнаружили, что его больше не охраняют, и, воспользовавшись случаем, ворвались в город и открыли главные ворота. Другая версия предполагает, что рядовые солдаты считали, что их командиры обманывают их, ведя переговоры с осажденными, или даже что их командиры были единственными, кто обогащался во время переговоров. Затем они напали, чтобы захватить свою долю награбленного. Греки ворвались и начали резню и грабеж.
Лишь албанцы, получившие «бесу» Колокотрониса, стоят компактной группой. Колокотронис посылает Плапутаса и тот выводит албанцев из города. Кто-то из греков провоцирует избиение албанцев, но Колокотронис встает перед ними: «только через мой труп». 2 тысячи албанцев в сопровождении Плапутаса дошли до Коринфского залива, переправились и отправились на свою родину.
Османские солдаты оказали сопротивление. Около сорока человек пробились через греческие линии и сумели укрыться в Навплионе. 8 октября (26 сентября по юлианскому календарю) османские солдаты, окопавшиеся в Великом бастионе, но испытывавшие недостаток воды и продовольствия, сдались. Это был последний пункт сопротивления.

## Резня
В течение трех дней после взятия города мусульмане (турки и другие) и еврейское население Триполицы были истреблены. Резня в Триполице, во время которой уничтожалось мусульманское население, включая женщин и детей — неоспоримый исторический факт, который подтверждается участниками осады.
Колокотронис писал: «Мой конь от стен до дворца не ступил на (голую) землю». Французский полковник Бутье, участник взятия Триполицы: «Этот город остался в моей памяти покрытый кровавым покрывалом». Трикупис: «Греки в один день решили отомстить за зверства 4 веков».
Около ста иностранных офицеров присутствовали при сценах зверств и грабежей, совершенных с пятницы по воскресенье.
Больше всех пострадали беднейшие слои — гарем Хуршита и большинство знатных беев с семьями не пострадали. Их оставили для выкупа греческих заложников и пленных. Ножа избежали христиане: слуги, конюхи и другие. Али-ага, за которым местные греки закрепили прозвище Топор, знал, что ему не будет пощады и оборонялся в своем доме до конца, пока его не сожгли вместе с домом.
Также греки истребили в Триполице тысячи евреев, как пишет историк Доксиадис, «из-за плохого поведения их единоверцев в Константинополе».
После трёх дней резни было собрано 12 тысяч ружей, что даёт ориентировочную оценку числу перебитых вооружённых турок. Колокотронис дал приказ срубить вековой платан в центре города, на ветвях которого ранее были повешены сотни греков, включая его предков и членов его семьи.
Оценки количества погибших разнятся: Филимонас пишет, что было убито 10 тысяч и 8 тысяч было пленено. Есть оценки и в 20 тысяч убитых. Пленные мусульмане стали разносчиками тифа, и от этого Пелопоннес потерял больше населения, нежели от военных действий первых месяцев войны.
Резня в Триполице была последней и самой крупной в череде массовых убийств мусульман на Пелопоннесе в первые месяцы восстания. По оценкам историков, за это время было убито более двадцати тысяч мусульманских мужчин, женщин и детей, часто по призыву местного греческого духовенства.
Греческие потери оцениваются в 300 убитых и раненых во время боев за захват города.

## Значение
После взятия Триполицы почти весь Пелопоннес стал ядром возрождающегося греческого государства. Турки удерживали только крепости Метони, Корони, Патры и Нафплион. Трофейное оружие, собранное в Триполице, значительно пополнило арсенал повстанцев в ожидании будущих боёв. Город, почти разрушенный, был отстроен греками заново.